# العلاقات النيجرية الفيتنامية
العلاقات النيجرية الفيتنامية هي العلاقات الثنائية التي تجمع بين النيجر وفيتنام.

## مقارنة بين البلدين
هذه مقارنة عامة ومرجعية للدولتين:
| وجه المقارنة                                              | النيجر          | فيتنام           |
| --------------------------------------------------------- | --------------- | ---------------- |
| المساحة (كم2)                                             | 1.27 مليون      | 331.69 ألف       |
| عدد السكان (نسمة)                                         | 21.48 مليون     | 94.66 مليون      |
| الكثافة السكانية (ن./كم²)                                 | 16.91           | 285.39           |
| العاصمة                                                   | نيامي           | هانوي            |
| اللغة الرسمية                                             | لغة فرنسية      | اللغة الفيتنامية |
| العملة                                                    | فرنك غرب أفريقي | دونغ فيتنامي     |
| الناتج المحلي الإجمالي (بليون دولار)                      | 8.12 مليار      | 234.19 مليار     |
| الناتج المحلي الإجمالي (تعادل القوة الشرائية) بليون دولار | 19.01 مليار     | 553.42 مليار     |
| الناتج المحلي الإجمالي الاسمي للفرد دولار أمريكي          | 358             | 2.48 ألف         |
| الناتج المحلي الإجمالي للفرد دولار أمريكي                 | 938             | 5.63 ألف         |
| مؤشر التنمية البشرية                                      | 0.348           | 0.666            |
| رمز المكالمات الدولي                                      | +227            | +84              |
| رمز الإنترنت                                              | .ne             | .vn              |
| المنطقة الزمنية                                           | ت ع م+01:00     | ت ع م+07:00      |

## منظمات دولية مشتركة
يشترك البلدان في عضوية مجموعة من المنظمات الدولية، منها:
| علم المنظمة | اسم المنظمة                        | تاريخ انضمام النيجر | تاريخ انضمام فيتنام |
| ----------- | ---------------------------------- | ------------------- | ------------------- |
|             | وكالة ضمان الاستثمار متعدد الأطراف | 10 مايو 2012        | 5 أكتوبر 1994       |
|             | منظمة الشرطة الجنائية الدولية      | ?                   | ?                   |
|             | منظمة حظر الأسلحة الكيميائية       | ?                   | ?                   |
|             | منظمة التجارة العالمية             | ?                   | 11 يناير 2007       |
|             | الفريق المعني برصد الأرض           | ?                   | ?                   |
|             | الأمم المتحدة                      | 20 سبتمبر 1960      | 20 سبتمبر 1977      |
|             | مؤسسة التمويل الدولية              | 7 يناير 1980        | 4 أغسطس 1967        |
|             | يونسكو                             | 10 نوفمبر 1960      | 6 يوليو 1951        |
|             | مؤسسة التنمية الدولية              | 24 أبريل 1963       | 24 سبتمبر 1960      |
|             | البنك الدولي للإنشاء والتعمير      | 24 أبريل 1963       | 21 سبتمبر 1956      |
|             | الاتحاد البريدي العالمي            | ?                   | ?                   |
|             | الاتحاد الدولي للاتصالات           | 14 نوفمبر 1960      | 24 سبتمبر 1951      |

## وصلات خارجية
- موقع وزارة الخارجية الفيتنامية